# Boissise-la-Bertrand
Boissise-la-Bertrand [bwasiz la bɛʁtʁɑ̃] ist eine französische Gemeinde mit 1.194 Einwohnern (Stand: 1. Januar 2022) im Département Seine-et-Marne in der Region Île-de-France. Sie gehört zum Arrondissement Melun und zum Kanton Savigny-le-Temple (bis 2015: Kanton Le Mée-sur-Seine).
Die Einwohner werden Boissisiens genannt.

## Geographie
Boissise-la-Bertrand liegt an der Seine, etwa 40 Kilometer südsüdöstlich von Paris.

### Nachbargemeinden
Umgeben ist Boissise-la-Bertrand von den Gemeinden Cesson im Norden, Vert-Saint-Denis im Nordosten, Le Mée-sur-Seine im Osten, Boissettes im Osten und Südosten, Dammarie-les-Lys im Süden und Südosten, Boissise-le-Roi im Süden und Westen sowie Seine-Port im Westen und Nordwesten.

## Geschichte
Der Ort wird erstmals im Jahr 1135 urkundlich genannt.

### Bevölkerungsentwicklung
| Jahr      | 1962 | 1968 | 1975 | 1982 | 1990 | 1999 | 2006 | 2012 |
| Einwohner | 355  | 392  | 541  | 697  | 788  | 889  | 960  | 1130 |

## Sehenswürdigkeiten
- Kirche St-Germain-l’Auxerrois, erbaut um 1200
- Sendeanlage auf der Grenze zur Nachbargemeinde Seine-Port

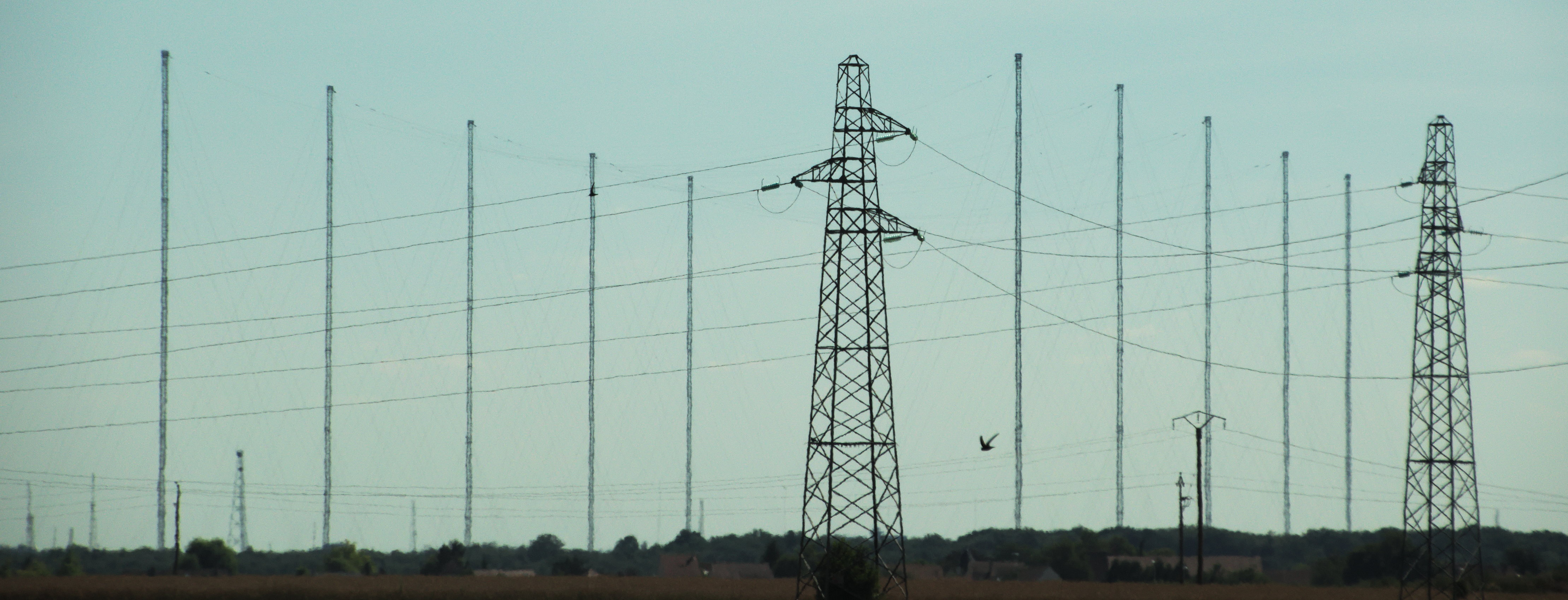
Sendeanlage

## Persönlichkeiten
- Lucie Faure (1908–1977), Schriftstellerin
- Jean Paulhan (1884–1968), Schriftsteller